# بير ليك (ميشيغان)
بير ليك (بالإنجليزية: Bear Lake, Michigan)‏ هي منطقة سكنية تقع في الولايات المتحدة في مقاطعة مانيستي. يقدر عدد سكانها بـ 286 نسمة ومساحتها 0.88 كم2 وترتفع عن سطح البحر 241 متر.

## التركيبة السكانية
قام مكتب تعداد الولايات المتحدة بتحديد بيانات التركيبة السكانية لبير ليك في تعداد الولايات المتحدة. في ما يلي، التركيبة السكانية حسب تعدادي 2000 و2010.

### تعداد عام 2000
بلغ عدد سكان بير ليك 318 نسمة بحسب تعداد عام 2000، وبلغ عدد الأسر 132 أسرة وعدد العائلات 85 عائلة مقيمة في القرية.
وتوزع التركيب العرقي للقرية بنسبة 93.71% من البيض و 1.89% من الأمريكيين الأصليين و 2.52% من الأمريكيين ذوي الأصول الآسيوية و 1.57% من عرقين مختلطين أو أكثر.
بلغ عدد الأسر 132 أسرة كانت نسبة 30.3% منها لديها أطفال تحت سن الثامنة عشر تعيش معهم، وبلغت نسبة الأزواج القاطنين مع بعضهم البعض 51.5% من أصل المجموع الكلي للأسر، ونسبة 8.3% من الأسر كان لديها معيلات من الإناث دون وجود شريك، وكانت نسبة 35.6% من غير العائلات. تألفت نسبة 32.6% من أصل جميع الأسر من أفراد ونسبة 18.9% كانوا يعيش معهم شخص وحيد يبلغ من العمر 65 عاماً فما فوق. وبلغ متوسط حجم الأسرة المعيشية 2.99، أما متوسط حجم العائلات فبلغ 2.41.
بلغ العمر الوسطي للسكان 39 عاماً. وكانت نسبة 26.4% من القاطنين تحت سن الثامنة عشر، وكانت نسبة 7.2% بين الثامنة عشر والأربعة وعشرون عاماً، ونسبة 25.2% كانت واقعةً في الفئة العمرية ما بين الخامسة والعشرون حتى والأربعة وأربعون عاماً، ونسبة 21.4% كانت ما بين الخامسة والأربعون حتى الرابعة والستون، ونسبة 19.8% كانت ضمن فئة الخامسة والستون عاماً فما فوق. يوجد لكل 100 أنثى 101.3 ذكر، ويوجد لكل 100 أنثى في الثامنة عشر من عمرها فما فوق 90.2 ذكر.
بلغ متوسط دخل الأسرة في القرية 31,389 دولار، أما متوسط دخل العائلة فبلغ 35,139 دولار. وكان متوسط دخل الذكور 30,000 دولار مقابل 22,083 دولار للإناث. وسجل دخل الفرد الخاص بالقرية 15,170 دولار. وكانت نسبة 9.2% من العائلات ونسبة 12.7% من السكان تحت خط الفقر، وكان من هؤلاء نسبة 25.0% تحت سن الثامنة عشر ونسبة 8.3% في الخامسة والستين من العمر وما فوق.

### تعداد عام 2010
بلغ عدد سكان بير ليك 286 نسمة بحسب تعداد عام 2010، وبلغ عدد الأسر 118 أسرة وعدد العائلات 78 عائلة مقيمة في القرية. في حين سجلت الكثافة السكانية 922.6 نسمة لكل ميل مربع (356.2/كم2). وبلغ عدد الوحدات السكنية 169 وحدة بمتوسط كثافة قدره 545.2 لكل ميل مربع (210.5/كم2).
وتوزع التركيب العرقي للقرية بنسبة 94.1% من البيض و 3.1% من الأمريكيين الأصليين و 0.3% من سكان جزر المحيط الهادئ و 1.4% من عرقين مختلطين أو أكثر.
بلغ عدد الأسر 118 أسرة كانت نسبة 27.1% منها لديها أطفال تحت سن الثامنة عشر تعيش معهم، وبلغت نسبة الأزواج القاطنين مع بعضهم البعض 41.5% من أصل المجموع الكلي للأسر، ونسبة 15.3% من الأسر كان لديها معيلات من الإناث دون وجود شريك، بينما كانت نسبة 9.3% من الأسر لديها معيلون من الذكور دون وجود شريكة وكانت نسبة 33.9% من غير العائلات. تألفت نسبة 28.0% من أصل جميع الأسر من أفراد ونسبة 13.5% كانوا يعيش معهم شخص وحيد يبلغ من العمر 65 عاماً فما فوق. وبلغ متوسط حجم الأسرة المعيشية 2.90، أما متوسط حجم العائلات فبلغ 2.42.
بلغ العمر الوسطي للسكان 40.6 عاماً. وكانت نسبة 23.8% من القاطنين تحت سن الثامنة عشر، وكانت نسبة 6.9% بين الثامنة عشر والأربعة وعشرون عاماً، ونسبة 25.1% كانت واقعةً في الفئة العمرية ما بين الخامسة والعشرون حتى والأربعة وأربعون عاماً، ونسبة 25.4% كانت ما بين الخامسة والأربعون حتى الرابعة والستون، ونسبة 18.5% كانت ضمن فئة الخامسة والستون عاماً فما فوق. وتوزع التركيب الجنسي للسكان بنسبة 49.0% ذكور و51.0% إناث.